# Port lotniczy Airok
Port lotniczy Airok (IATA: AIC) – port lotniczy zlokalizowany na atolu Ailinglapalap (Wyspy Marshalla).